# 770

770(칠백칠십)은 769보다 크고 771보다 작은 자연수다.

## 수학
- 합성수로, 그 약수는 총 16개다. (1, 2, 5, 7, 10, 11, 14, 22, 35, 55, 70, 77, 110, 154, 385, 770)
  - 770의 진약수의 합은 958이므로, 770은 과잉수다.
  - 제곱 인수가 없는 40번째 과잉수다. 이 성질을 지닌 앞의 수는 762, 다음 수는 786이다. (OEIS의 수열 A087248)
- 하샤드 수다.
- {\displaystyle 770=22\times 35}
  - 연속하는 두 오각수의 곱으로 나타낼 수 있으며, 이 성질을 지닌 앞의 수는 264, 다음 수는 1785다.
- {\displaystyle 770=15^{2}+16^{2}+17^{2}}
  - 연속하는 세 자연수의 제곱합으로 나타낼 수 있으며, 이 성질을 지닌 앞의 수는 677, 다음 수는 869다.
- {\displaystyle 43^{4}-1}은 770으로 나누어떨어진다.

## 과학·기술
- NGC 770(영어판): 양자리 방향에 있는 타원은하.
- 노키아 770 인터넷 태블릿(영어판): 노키아의 무선 인터넷 기기.
- 메르세데스-벤츠 770(영어판): 메르세데스-벤츠의 승용차.

## 교통

### 철도
- 메이테쓰 모770형 전동차
  - 메이테쓰 모770형 전동차 (1세대)(일본어판)
  - 메이테쓰 모770형 전동차 (2세대)(일본어판)

### 도로
- 현도 제770호선

## 군사
- 770 해군 항공대(영어판): 과거 존재한 영국의 해군 항공대.
- 오비옉트 770(영어판): 소련의 전차.

## 문화유산
- 대한민국의 보물 제770호: 목우자수심결(언해)

## 기타
- 연도: 770년, 기원전 770년
- 770년대
- 유럽상품번호와 GS1에서 콜롬비아의 국가 코드.
- 한국십진분류법에서 스페인어 및 포르투갈어에 관한 책들이 분류되는 번호.
- 770 브로드웨이(영어판): 미국 뉴욕주 맨해튼에 있는 사무용 건물.
- 770 이스턴 파크웨이(영어판): 미국 뉴욕주 브루클린에 있는 시나고그.